# Cistugo seabrae
A Cistugo seabrae az emlősök (Mammalia) osztályának denevérek (Chiroptera) rendjébe, ezen belül a kis denevérek (Microchiroptera) alrendjébe és a Cistugidae családjába tartozó faj.
A Cistugo seabrae családjának és nemének a típusfaja.

## Tudnivalók
A Cistugo seabrae a következő országokban található meg: Angola, Namíbia és a Dél-afrikai Köztársaság. Csak a forró sivatagokban érzi jól magát.

### Fordítás
- Ez a szócikk részben vagy egészben  az   Angolan Hairy Bat című angol Wikipédia-szócikk fordításán alapul.  Az eredeti cikk szerkesztőit annak laptörténete sorolja fel. Ez a jelzés csupán a megfogalmazás eredetét és a szerzői jogokat jelzi, nem szolgál a cikkben szereplő információk forrásmegjelöléseként.